# Scaptodrosophila lativittata
Scaptodrosophila lativittata är en tvåvingeart som först beskrevs av John Russell Malloch 1923.  Scaptodrosophila lativittata ingår i släktet Scaptodrosophila och familjen daggflugor.